# نادر فتوره‌چی
نادر فتوره‌چی (زاده ۱۳۵۶ در تهران)، روزنامه‌نگار، مترجم و نویسنده ایرانی است. مقالات وی عموماً در خصوص مباحث سیاسی، هنری، اجتماعی و فلسفی است.
وی از مخالفان نظام سرمایه‌داری و بازار آزاد در مقام یک گرایش ایدئولوژیک است و به همان میزان نیز از گفتارها و گرایشهای چپگرای ایدئولوژیک نیز اعلام برائت می‌کند.

## بازداشت
فتوره‌چی پس از شکایت محمد امامی در ۲۸ مرداد ۱۳۹۷ بازداشت و به دلیل عدم تأمین وثیقه یک روز در زندان فشافویه حبس شد. او یک روز بعد با تودیع وثیقه آزاد شد.
فتوره‌چی پس از آزادی از زندان، گزارشی از وضعیت زندان فشافویه منتشر کرد که با بازتاب گسترده‌ای در رسانه‌ها مواجه شد. او در گزارش خود از زندان فشافویه با عنوان «جهنم» یاد کرد.
این افشاگری منجر شد تا قوه قضائیه جمهوری اسلامی ایران بار دیگر فتوره‌چی را به اتهام «تشویش اذهان عمومی از طریق توهین به مقامات و مسئولان کشور» به یک تا سه سال حبس تعلیقی محکوم کند.
این محکومیت در حالی بود که دو کمیسیون حقوقی و قضاییه و کمیسیون اجتماعی مجلس شورای اسلامی در واکنش به این گزارش، از تشکیل هیاتی برای بازدید از زندان فشافویه و احضار مسئولان آن به مجلس خبر داده بودند.

## فعالیت مطبوعاتی
فتوره‌چی کار نویسندگی در مطبوعات را با روزنامه صبح امروز آغاز کرد، وی سابقه همکاری با روزنامه‌هایِ شرق، بهار، آفتاب امروز، دوران امروز، بنیان، توسعه، سرمایه را دارد.
نادر فتوره‌چی از بنیانگذاران کمپین «نه به شهرزاد» بود که موضوع ورود پولهای کلان و مشکوک در سینما را در شبکه‌های اجتماعی مطرح و باعث توجه رسانه‌ها و نهادهای سینمایی به این موضوع شد. افشین پرورش منتقد هنری، مدعی است که این یک کمپین سفارشی بوده  و نادر فتوره‌چی را «میلیاردر طرفدار حقوق کارگر» نامیده است.
فتوره‌چی در واکنش به ادعاهای افشین پرورش، پرورش را به همدستی با عوامل پرونده شهرزاد، از جمله ترانه علیدوستی متهم کرد، و از پرورش خواست درباره ادعای سفارشی بودن کمپین «نه به شهرزاد» سند و مدرک ارائه دهد.
در دی ماه ۱۳۹۳ بهاره رهنما و پیمان قاسم‌خانی از نادر فتوره‌چی به علت یادداشتی در فیسبوک، شکایت کردند.

## انتقادها به ترجمه
مهرداد رحیمی مقدم در نقدی که بر ترجمه‌های فتوره‌چی نوشت، او را فاقد آشنایی ابتدایی با زبان انگلیسی دانست. پس از انتشار این نقد، فتوره‌چی از نشر چشمه درخواست کرد که به دلیل وجود خطاهای گمراه‌کننده در ترجمهٔ ترور و تفکر، از چاپ دوبارهٔ این کتاب پرهیز کند. فتوره‌چی پس از آن در جوابیه‌ای که در انصاف‌نیوز منتشر کرد نقدها را تخریب خود دانست که به گفتهٔ او به دلیل تلاش‌هایش در «پیگیری چند پرونده فساد» انجام شده‌است. او همچنین نوشت که به نشر چشمه اعلام کرده کتاب ترور و تفکر «با تغییر چند مورد انگشت شمار» قابل چاپ است.